# Shakespeare in the Park
Shakespeare in the Park (o Free Shakespeare in the Park) è un programma teatrale che mette in scena produzioni di opere shakespeariane al Delacorte Theater, un teatro all'aperto nel Central Park di New York. Il teatro e le produzioni sono gestiti da The Public Theater e i biglietti sono distribuiti gratuitamente il giorno dello spettacolo. Originariamente denominato New York Shakespeare Festival (NYSF) sotto la direzione di Joseph Papp, l'istituzione è stata rinominata nel 2002 nell'ambito di una più ampia riorganizzazione da parte del Public Theater.

## Storia
Il festival fu originariamente ideato dal regista e produttore Joseph Papp nel 1954. Papp, che aveva avuto come mentore Eulalie Spence, iniziò con una serie di workshop su Shakespeare, per poi passare a produzioni libere nel Lower East Side. Alla fine le rappresentazioni si spostarono su un prato di fronte al Turtle Pond nel Central Park. Nel 1959 il commissario dei parchi Robert Moses pretese che Papp e la sua compagnia facessero pagare un biglietto per le rappresentazioni per coprire i costi dell'“erosione dell'erba”. Ne seguì una battaglia legale. Papp continuò a combattere contro Moses, guadagnandosi il suo eterno rispetto e la frase “beh, costruiamo un teatro a quel bastardo”. In seguito, Moses chiese fondi alla città per la costruzione di un anfiteatro nel parco. Nel 1961 fu costruito il Delacorte Theater. La prima rappresentazione tenutasi nel teatro nel 1962 fu Il mercante di Venezia di Shakespeare, con George C. Scott e James Earl Jones.

## Descrizione

### La posizione e il fascino
Il Delacorte Theater è un anfiteatro all'aperto situato nell'angolo sud-ovest del Great Lawn del Central Park, vicino all'ingresso tra l'ottantunesima strada e Central Park West. Fu costruito nel 1961 e chiamato così in onore di George T. Delacorte Jr., che donò i soldi per la sua creazione. Il Belvedere Castle e il Turtle Pond fanno da sfondo agli spettacoli del Delacorte. Poiché gli spettacoli al Delacorte cominciano la sera presto, di solito iniziano alla luce del giorno; mentre la musica si diffonde, il sole tramonta e il pubblico viene attirato dall'azione illuminata sul palco. Dal 1962 il pubblico ha il privilegio di un uso esclusivo.

### Distribuzione dei biglietti

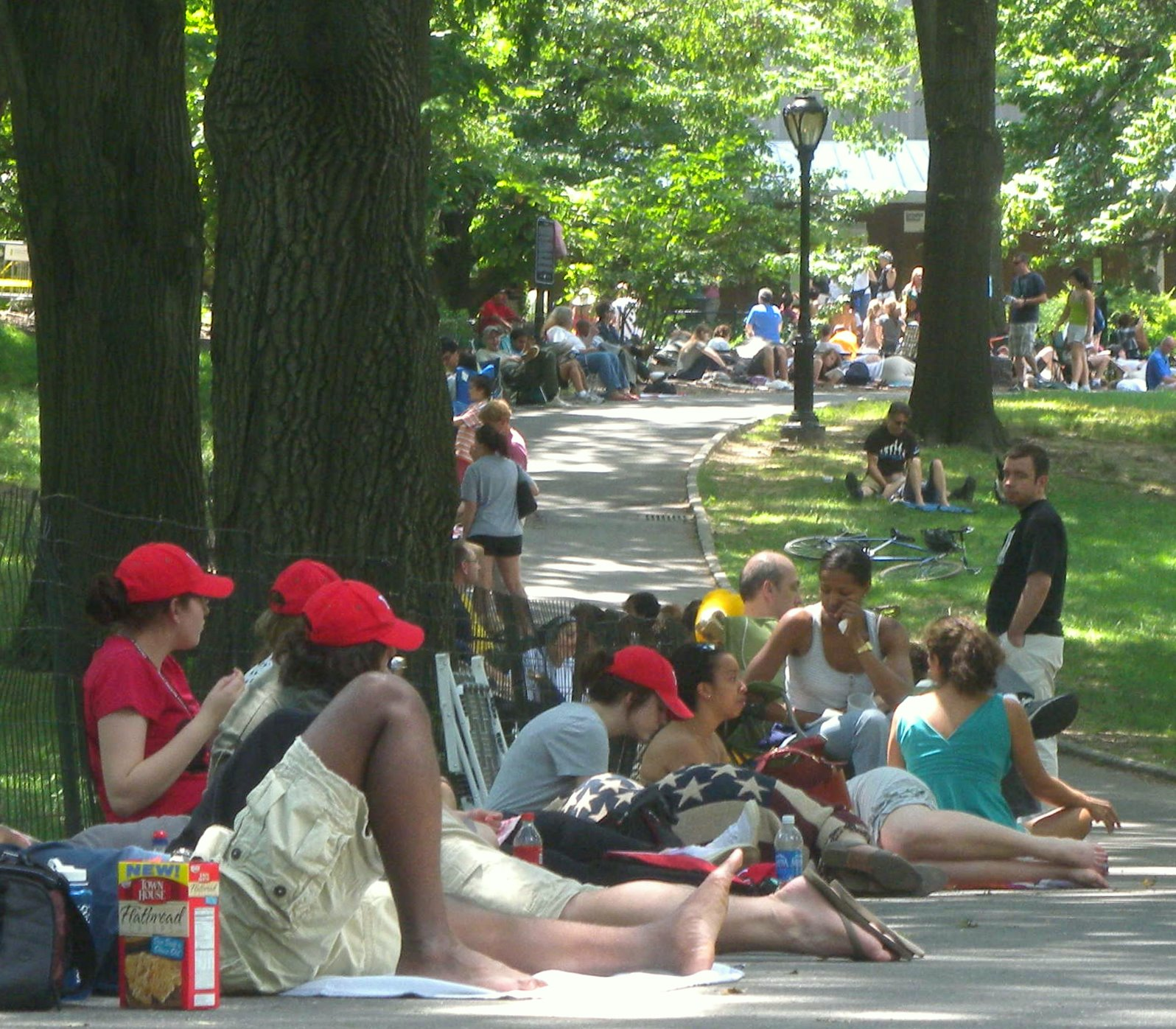
In attesa dei biglietti

I biglietti per Shakespeare in the Park sono gratuiti e i quelli per una determinata rappresentazione vengono distribuiti lo stesso giorno con vari metodi:
- Distribuzione a Central Park – Fuori dal Delacorte Theater vengono distribuiti fino a due biglietti a persona. La fila per i biglietti si forma all'apertura del parco alle 6 del mattino e cresce fino alla distribuzione dei biglietti a mezzogiorno. È disponibile una fila separata per gli anziani di età pari o superiore ai 65 anni con documento d'identità valido. La fila ADA Accessible è destinata agli spettatori con disabilità e può essere raggiunta rivolgendosi al personale della biglietteria la mattina dello spettacolo, che fornirà, in base alla disponibilità, biglietti in luoghi adatti alle varie esigenze individuali.
- Lotteria in centro: un numero limitato di buoni per lo spettacolo di quella sera viene distribuito tramite una lotteria di persona al Public Theater. Le iscrizioni alla lotteria sono accettate tra le 11 e le 12 e i vincitori vengono estratti fino a esaurimento scorte.
- Distribuzione nei distretti – Un numero limitato di buoni per spettacoli specifici viene distribuito in luoghi sparsi nei cinque distretti di New York in determinati giorni durante la messa in scena di una produzione. A ogni persona in fila sono consentiti due buoni e ogni buono è valido per un biglietto per lo spettacolo di quella sera. I voucher devono essere scambiati con i biglietti presso la biglietteria del Delacorte Theater lo stesso giorno dalle 17:00 alle 19:30. I biglietti non possono essere scambiati nel caso in cui lo spettacolo venga annullato a causa della pioggia, eventualità che può verificarsi. Uno spettacolo non verrà mai cancellato prima dell'orario di inizio previsto e può continuare sotto la pioggia se il personale di produzione lo ritiene sicuro. L'assegnazione dei posti in ritardo è a discrezione della direzione e potrebbe non essere concessa fino a 30-40 minuti dall'inizio dello spettacolo.[4]
- TodayTix – Nel 2015, il pubblico ha introdotto la sua partecipazione con l'app TodayTix.[5] Gli utenti dell'app possono accedere e richiedere la lotteria virtuale per lo spettacolo di quel giorno. I vincitori vengono informati tra le 12:00 e le 14:30.

Shakespeare in the Park offre anche spettacoli specifici durante l'estate per gli spettatori con problemi di udito e/o di vista, tra cui spettacoli con interpretazione nella lingua dei segni, spettacoli con audiodescrizione e spettacoli sottotitolati.

### Produzioni
Ogni estate, dall'apertura del Delacorte, sono state prodotte da una a tre rappresentazioni, con due spettacoli standard dal 1973. Le opere di Shakespeare rappresentano circa i quattro quinti di quelle prodotte e, ad eccezione del 1977 e del 1980, ogni estate il programma ha incluso almeno un'opera di Shakespeare (o, nel caso del 1970, un'opera adattata da Shakespeare). Le produzioni non shakespeariane hanno compreso opere come Il gabbiano di Anton Čechov e Peer Gynt di Henrik Ibsen e musical come On the Town, Into the Woods, Two Gentlemen of Verona, The Mystery of Edwin Drood e Hercules della Disney, gli ultimi tre presentati in anteprima mondiale al Delacorte.
La produzione del 2017 di Giulio Cesare, diretta dal direttore artistico del Public, Oskar Eustis, ha suscitato polemiche creando significative somiglianze visive e comportamentali tra il Giulio Cesare della produzione e il presidente degli Stati Uniti Donald Trump, recentemente insediatosi. Nonostante il fatto che lo spettacolo sia ampiamente visto come una storia esemplare contro la violenza politica, gli attivisti di destra si sono opposti a quello che hanno definito l'omicidio di un sostituto di Trump e hanno interrotto due spettacoli. Bank of America e Delta hanno ritirato la loro sponsorizzazione della produzione; Bank of America ha ripreso la sponsorizzazione di Shakespeare in the Park nella stagione successiva e JetBlue ha sostituito Delta.
A causa degli effetti della pandemia di COVID-19, la stagione 2020 è stata cancellata; è stato previsto un deficit di bilancio di 20 milioni di dollari.

### Risorse finanziarie
Il Public Theater dipende in larga misura dai donatori privati. Nel 2005 la compagnia teatrale è stata una delle 406 istituzioni artistiche e di servizio sociale di New York a ottenere una parte di una sovvenzione di 20 milioni di dollari dalla Carnegie Corporation, resa possibile da una donazione dell'allora sindaco Michael Bloomberg.

## Popolarità e successo
Molti dei lavori del festival estivo sono poi approdati a Broadway, compresa la messa in scena di The Mystery of Edwin Drood di Wilford Leach della stagione 1984-1985 e La tempesta della stagione 1995-1996. Il festival ha attirato anche molti attori famosi, come Meryl Streep, Morgan Freeman, Martin Sheen e Al Pacino, gli ultimi due dei quali hanno interpretato Bruto e Marco Antonio in una produzione storica in toga di Giulio Cesare, diretta da Stuart Vaughan nel 1987, nella prima edizione della Maratona di Shakespeare del NYSF. Sin dalla sua nascita, il festival è diventato popolare sia tra i newyorkesi che tra i visitatori della città e, sebbene il Delacorte Theater abbia 1.872 posti a sedere, i potenziali spettatori possono aspettarsi di fare la fila per ore prima della distribuzione dei biglietti nel primo pomeriggio. Circa 80.000 persone partecipano ogni anno a Shakespeare in the Park.

## Sponsorizzazione di altri teatri
Nel corso degli anni, il New York Shakespeare Festival ha sostenuto altre compagnie teatrali di New York, contribuendo a promuovere la crescita dell'Off-Broadway, nonché programmi e progetti teatrali specifici. Tra le compagnie che hanno beneficiato del NYSF durante i periodi critici del loro sviluppo c'era il Theatre for a New Audience. Il Theatre for a New Audience ha sviluppato una serie di produzioni sponsorizzate dal NYSF, tra cui Sogno di una notte di mezza estate, presentato all'Anspacher Theatre, e grazie a questa sponsorizzazione la compagnia è stata in grado di crescere ed espandere il suo raggio d'azione a un nuovo pubblico. Un'altra compagnia di questo tipo è stata la Riverside Shakespeare Company. 
Il Festival, sotto la guida di Papp, sponsorizzò diverse produzioni della Riverside Shakespeare Company in una fase critica del suo sviluppo, a partire dalla prima newyorkese della Riverside di Edward II di Brecht nel 1982 al The Shakespeare Center nell'Upper West Side (dedicato a Joseph Papp nel 1982), seguita da tournée nei parchi dell'Actors' Equity Association di Shakespeare gratuito in tutti i cinque distretti di New York, proprio come aveva fatto per anni il NYSF. Il tour estivo nei parchi della Riverside Shakespeare Company di Shakespeare gratuito, sponsorizzato dalla NYSF, iniziò con La commedia degli errori nel 1982, seguito da Le allegre comari di Windsor, con Anna Deavere Smith al suo debutto teatrale a New York nel ruolo di Mistress Quickly, Romeo e Giulietta e La bisbetica domata. Durante il periodo di finanziamento del NYSF, la Riverside Shakespeare Company si è notevolmente ampliata, offrendo per la prima volta The Shakespeare Project nel 1983 e servendo un'ampia gamma di pubblico nei cinque distretti.